# Burghügel bei Messenkamp

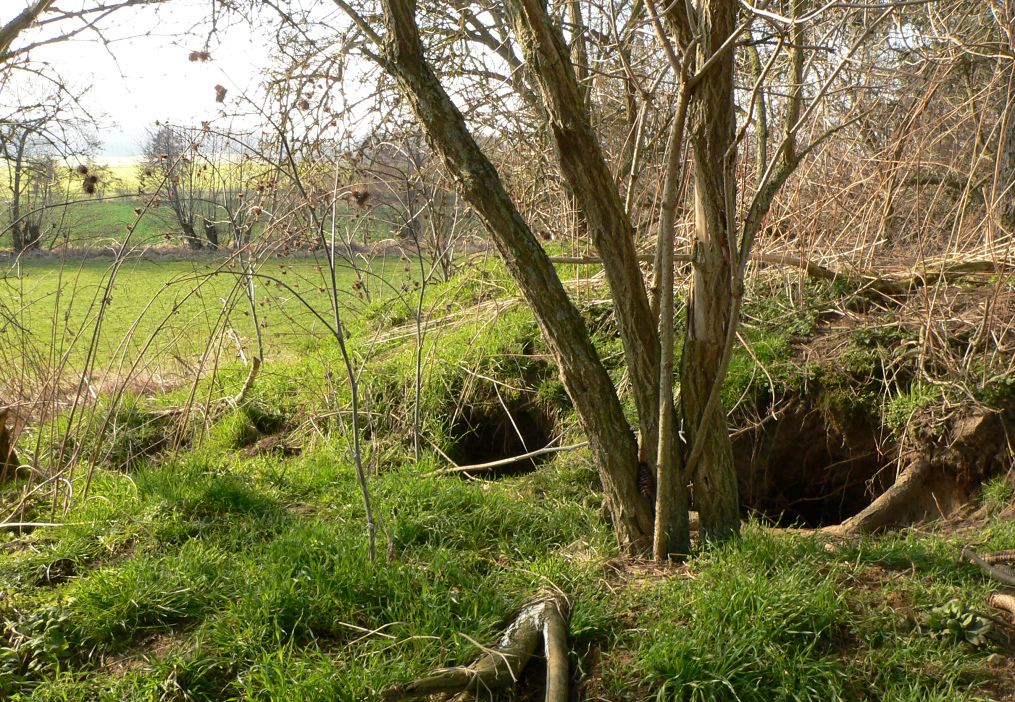
Löcher von Tierbauten auf dem Burghügel

Der Burghügel bei Messenkamp ist eine kleine abgegangene Niederungsburg vom Typus einer Turmhügelburg (Motte), die sich nahe Messenkamp im Landkreis Schaumburg in Niedersachsen befindet. Die Entstehungszeit der Befestigungsanlage wird um das Jahr 1200 vermutet.

## Lage
Die Überreste der kleinen Mottenanlage befinden sich etwa 600 Meter südlich von Messenkamp in der Niederung der Rodenberger Aue, die etwa 100 Meter westlich vorbeifließt. Nördlich ist die Anlage von einem begradigten Bachlauf begrenzt. Der den Hügel umlaufende Burggraben ist zugeschüttet, aber noch als solcher zu erahnen.

## Beschreibung
Der bis zu 3,5 Meter hohe Burghügel weist eine rechteckige Form in der Größe von etwa 18 × 28 Meter auf. Er besteht aus aufgeschüttetem Lehm und Mergel. Sein Erdreich ist partiell stark gestört, insbesondere durch Tierhöhlen. Steinreste oder Fundstücke sind nicht bekannt. Der Hügel ist mit einigen hohen Nadelbäumen und Strauchwerk bestanden. Eine archäologische Untersuchung hat bisher nicht stattgefunden. Anzeichen auf eine bei derartigen Anlagen übliche Vorburg sind nicht vorhanden.

## Geschichte
Eine Nennung der Burganlage in historischen Schriftquellen ist nicht überliefert. Laut dem Heimatforscher Ludolf Parisius soll sich an dieser Stelle die Stätte eines Gogerichtes befunden haben, das im Jahre 1369 erstmals erwähnt wurde.
Auf Karten der Preußischen Landesaufnahme um 1900 ist der Burghügel eingezeichnet. Erst 1968 wurde er von einem Archäologen des Niedersächsischen Landesmuseums Hannover als solcher erkannt.